# Мирун Василь Федорович
Василь Федорович Мирун (народився 26 червня 1922 року в селі Остап'є, нині Решетилівська міська громада Полтавського району Полтавської області, помер 19 грудня 1973 року в смт Незаймановський Тімашівського району Краснодарського краю) — радянський військовий, лейтенант, Герой Радянського Союзу (1945).

## Життєпис
Народився в родині українського селянина. Закінчив 5 класів, працював у колгоспі. У червні 1941 року був призваний до лав Червоної армії, з вересня 1941 року брав участь у німецько- радянській війні. Він воював, серед іншого, на Південно-Західному та 1-му Білоруському фронтах, був поранений і контужений. Взимку 1943 року брав участь у Ворошиловградській операції, зокрема у форсуванні річки Північний Донець і звільненні Ворошиловграда (нині Луганськ), за що був нагороджений медаллю. З квітня по липень 1944 року брав участь у боях на Волині, а з 18 липня по 2 серпня 1944 року в Брестсько-Люблінській операції. На посаді командира бригади 249 окремого саперного батальйону 134-ї стрілецької дивізії 69-ї армії у званні старшого сержанта з 28 по 31 липня 1944 року брав участь у переправлянні бійців, озброєння та техніки через річку Вісла човном. Згодом брав участь у Вісло-Одерській та Берлінській операціях, зокрема у визволенні Радома, Томашова та Лодзя. З 28 по 31 січня 1945 року під сильним вогнем і нальотами авіації тричі забезпечував переправи через річки Пілиця і Варта. Також брав участь у переправі через Просну та Обру. 1946 року звільнений у запас у званні лейтенанта.

## Нагороди
- Золота Зірка Героя Радянського Союзу (24.03.1945 року)
- Орден Леніна (24.03.1945 року)
- Орден Червоної Зірки (2 серпня 1944 року)
- Медаль «За відвагу» (30.05.1943 року) та інші.